# Pariz - Breizh
Pariz-Breizh est un projet regroupant les principaux groupes de musique bretonne d'Île-de-France. 
Le projet a consisté à sortir un album, distribué par Coop Breizh. Cet album, Noz, est sorti au printemps 2004. 
Un deuxième album est prévu, regroupant d'autres formations, mais sans date précise.

## Groupes présents
- Amann Rik
- Ar Gazeg Veurzh
- Deskomp
- Kazdall
- Kroazhent
- Swing Noz Duo